# Eleccions legislatives daneses de 1935
Les eleccions legislatives daneses de 1935 se celebraren el 22 d'octubre de 1935 (l'11 de novembre a les illes Fèroe). Guanyaren els socialdemòcrates novament i formaria novament govern Thorvald Stauning.
| Partit                       | Líder        | Vots           | %              | Escons         | +/-            |                |
| ---------------------------- | ------------ | -------------- | -------------- | -------------- | -------------- | -------------- |
| Socialdemokratiet            |              | 759,102        | 46,1%          | 68             | +6             |                |
| Venstre                      |              | 292,247        | 17,8%          | 28             | -10            |                |
| Det Konservative Folkeparti  |              | 293,393        | 17,8%          | 26             | -1             |                |
| Det Radikale Venstre         |              | 151,507        | 9,2%           | 14             | +0             |                |
| Det Frie Folkeparti          |              | 52,793         | 3,2%           | 5              | +5             |                |
| Danmarks Retsforbund (E)     |              | 41,199         | 2,5%           | 4              | +0             |                |
| Danmarks Kommunistiske Parti |              | 27,135         | 1,6%           | 2              | +0             |                |
| Schleswigsche Partei (S)     |              | 12,617         | 0,8%           | 1              | +0             |                |
| DNSAP                        |              | 16,257         | 1,0%           | 0              | +0             |                |
| Samfundspartiet              |              | 188            | 0,0%           | 0              | +0             |                |
| Sambandsflokkurin            |              | 2.732          |                | 1              | 0              |                |
| Javnaðarflokkurin            |              | 1.717          |                | 0              | +0             |                |
| Altres partits (Illes Fèroe) |              | 2,179          |                | 0              | +0             |                |
| Total                        | Total        |                |                | 149            |                |                |
| Participació                 | Participació | 80,7%          | 80,7%          | 80,7%          | 80,7%          | 80,7%          |
| Font                         | Font         | Folketinget.dk | Folketinget.dk | Folketinget.dk | Folketinget.dk | Folketinget.dk |